# Сеиба (Порторико)
Сеиба (шп. Ceiba) је општина у америчкој острвској територији Порторико, острвској држави Кариба.

## Демографија
По попису из 2010. године број становника је 13.631, што је 4.373 (-24,3%) становника мање него 2000. године.
| Група             | 2000.          | 2010.          |
| Белци             | 2.236 (12,4%)  | 127 (0,9%)     |
| Афроамериканци    | 2.339 (13,0%)  | 2.248 (16,5%)  |
| Азијати           | 224 (1,2%)     | 19 (0,1%)      |
| Хиспаноамериканци | 14.636 (81,3%) | 13.461 (98,8%) |
| Укупно            | 18.004         | 13.631         |